# あけぼの (護衛艦・2代)
あけぼの（ローマ字：JS Akebono, DD-108）は、海上自衛隊の護衛艦。むらさめ型護衛艦の8番艦。艦名は「東の空が次第に白んでいく頃」（曙）に由来し、この名を受け継ぐ日本の艦艇としては旧海軍の雷型駆逐艦「曙」、吹雪型駆逐艦「曙」、護衛艦「あけぼの」に続き4代目。
本記事は、本艦の艦暦について主に取り扱っているため、性能や装備等の概要についてはむらさめ型護衛艦を参照されたい。

## 艦歴
「あけぼの」は、中期防衛力整備計画（08中期防）に基づく平成9年度計画4,400トン型護衛艦2237号艦として、マリンユナイテッドで発注され、石川島播磨重工業東京第1工場で1999年10月29日に起工、2000年9月25日に進水、2002年3月19日に就役し、第4護衛隊群第4護衛隊に編入され呉に配備された。
2003年10月28日、テロ対策特別措置法に基づき、護衛艦「ひえい」、補給艦「ときわ」とともにインド洋に派遣。2004年3月23日に帰国した。
2005年5月18日から8月20日の間、護衛艦「みょうこう」、「まきなみ」とともに米国派遣訓練に参加。
2008年3月26日、護衛隊改編により第1護衛隊群第1護衛隊に編入された。
2009年3月17日、新テロ特措法に基づき、補給艦「ときわ」とともにインド洋に派遣。2009年9月1日、呉に帰港した。
2010年5月14日から16日まで横須賀基地を親善訪問したオーストラリア海軍フリゲート「ニューカッスル」と交歓し、16日及び17日には房総半島沖で護衛艦「あたご」とともに「ニューカッスル」と共同訓練を実施した。
その後、「あたご」と6月9日から14日までカナダ・ビクトリアに寄港し、6月12日にエスカイモルト湾で実施されたカナダ海軍創立100周年記念国際観艦式に参加。6月22日にはパールハーバーに入港し、6月23日から8月1日までハワイ周辺海域で実施されたRIMPAC2010に参加した。8月3日に真珠湾を出港後は「あたご」と分離し、8月16日から9月3日までオーストラリアのダーウィン沖で実施された多国間海上共同訓練「カカドゥ10」に、第3航空隊第32飛行隊のP-3C哨戒機2機と共に参加した。
2011年3月11日に発生した東北地方太平洋沖地震による東日本大震災に対し、災害派遣される。
同年3月16日、編成替えにより第1護衛隊群第5護衛隊に編入され、定係港も呉から佐世保に転籍。
2013年4月9日に第15次派遣海賊対処行動水上部隊として護衛艦「はまぎり」と共にソマリア沖へ向けて出航、任務を終了し、同年9月24日、佐世保に帰港した。
2017年9月11日～28日には日本列島南方海域で、空母「ロナルド・レーガン」やイージス艦からなるアメリカ艦隊との共同訓練を実施（僚艦「いせ」「さざなみ」と約一週間ごとに交代）。
2018年3月25日、第30次派遣海賊対処行動水上部隊としてソマリア沖・アデン湾に向けて佐世保から出港した。
同年9月まで任務に従事し、帰国途上の9月19日にはマレーシアのクアンタン港に寄港、21日にはマレーシア海軍哨戒艦「トレンガヌ」、ミサイル艇「ガニヤン」と親善訓練を実施した。また、9月27日にフィリピンのマニラに寄港し、9月29日にフィリピン海軍と合同訓練を実施した。中村譲介司令は歓迎式典で「日本とフィリピンの絆がより強くなることを期待している」と英語で話した。
同年10月7日、第30次隊としての活動を終え、佐世保に帰港した。
2019年6月、護衛艦「いずも」と「むらさめ」が参加している平成31年度インド太平洋方面派遣訓練に追加で参加することとされた。派遣中にインド太平洋地域の各国海軍等との共同訓練等を実施する。
2021年3月下旬から「自由で開かれたインド太平洋」の実現に向けて連携を強化すべく、各国海軍と共同訓練を実施した。3月29日から31日にかけて、南シナ海において豪海軍フリゲート「アンザック」と各種戦術訓練を実施し、4月5日から7日にかけては、ベンガル湾において日仏米豪印共同訓練（ラ・ペルーズ21）に参加し、フランス海軍強襲揚陸艦「トネール」、フリゲート「シュクーフ」、米海軍ドック型輸送揚陸艦「サマセット」、豪海軍フリゲート「アンザック」、補給艦「シリウス」、インド海軍フリゲート「サツプラ」、コルベット「キルタン」、哨戒機（P－8I）と対空戦、対水上戦、洋上補給等の訓練を実施した
。4月8日にはスマトラ島西方において、豪海軍フリゲート「アンザック」、補給艦「シリウス」、カナダ海軍フリゲート「カルガリー」と各種戦術訓練を実施した。
2023年4月10日から4月23日にかけて、中国海軍の空母艦隊が日本付近の太平洋で行動したことに対し、海上自衛隊第3護衛隊「ふゆづき」、第4護衛隊「さざなみ」、第14護衛隊「あさぎり」と共に所要の情報収集・警戒監視を行った。艦隊の編成は、空母山東を中核としてレンハイ級駆逐艦、ルーヤンIII級駆逐艦、ジャンカイII級フリゲート、フチ級補給艦など最大6隻であり、23日までに確認した空母およびヘリコプター搭載艦艇からの各種航空機発着艦回数は、約610回であった。このうち、空母艦載戦闘機の発着艦に対しては、航空自衛隊の戦闘機がスクランブル発進して対応した。
同年9月27日、第46次派遣海賊対処行動水上部隊としてソマリア沖・アデン湾に向けて佐世保基地から出港した。進出途上の同年10月2日から13日にかけて、マニラ及びレガズピ周辺海空域において実施される米比主催共同訓練（EXERCISE SAMASAMA2023）に参加する。他国からは米海軍駆逐艦「デューイ」、フィリピン海軍哨戒艦「サン・アントニオ」、C-90、カナダ海軍フリゲート「バンクーバー」、イギリス海軍哨戒艦「スペイ」が参加し、停泊フェーズと洋上フェーズが行われ、洋上フェーズでは捜索・救難訓練、洋上補給等が実施した。同年10月16日から18日にかけて、南シナ海において日米共同訓練を実施した。米海軍から駆逐艦「デューイ」、 沿海域戦闘艦「ガブリエル・ギフォーズ」が参加し、各種戦術訓練（戦術運動、LINKEX等）、PHOTOEXを実施した。同年10月23日、南シナ海において実施された、日米豪加新共同訓練（ノーブル・カリブー）に参加した。米海軍駆逐艦「ラファエル・ペラルタ」、オーストラリア海軍フリゲート「ブリスベン」、カナダ海軍フリゲート「オタワ」、ニュージーランド海軍フリゲート「テ・マナ」が参加し、各種戦術訓練（通信訓練、戦術運動等）、PHOTOEXを実施した。同年10月31日、トリンコマリー沖において、スリランカ海軍揚陸艦「シャクティ」と日スリランカ親善訓練を実施した。訓練項目は戦術運動、PHOTOEX。
第45次隊「いかづち」と任務交代後の同年11月25日、アデン湾において、米海軍駆逐艦「メイソン」との日米PASSEXを実施し、海賊対処に関する戦術技量及び米海軍との相互運用性の向上を図った。翌26日、イギリスの会社が運航するリベリア船籍のタンカー「セントラル・パーク」がイエメン沖のアデン湾を航行中に救難信号を出したことを受け、本艦とP-3C哨戒機1機が現場に向かい警戒監視や情報収集を行った。その後、米海軍駆逐艦「メイソン」なども到着し、海自は情報を提供。タンカーは米海軍の介入で解放され、5人のソマリア人海賊が拘束された。その際、周辺の海域に弾道ミサイルが発射されており、米軍からの情報では本艦から10海里（約18.5キロ）以上離れた海域に落下した。発射の情報を受けたあと、本艦は速度を最大近くの時速30ノット余りまで上げて現場海域から離脱した。酒井良海上幕僚長は「『あけぼの』には弾道ミサイルに対応できる装備がなく、直接弾道ミサイルが命中するおそれがあるときには対応は不可能だと思っている。イエメンが保有する弾道ミサイルの性能などをトータルで分析すると、直接命中させる性能はないとみられ、警戒をしながら現在の任務を継続する方針だ」と述べた。
2024年1月5日、オマーン湾において、オマーン王国海軍コルベット「アル・マザー」と日オマーン洋上訓練を実施した。同年1月17日、アデン湾東部において、フランス海軍補給艦「ジャック・シュヴァリエ」と日仏共同訓練を実施した。主要訓練項目は洋上補給、クロスデッキ等。
任務終了後の帰国途上の同年4月6日および7日にかけて南シナ海の訓練海空域において、米海軍沿海域戦闘艦「モービル」、P‐8A、オーストラリア海軍フリゲート「ワラマンガ」、オーストラリア空軍P‐8A、フィリピン海軍フリゲート「アントニオ・ルナ」、哨戒艦「ヴァレンティン・ディアズ」と日米豪比共同訓練を実施した。訓練項目は各種戦術訓練（対潜戦訓練、戦術運動、LINKEX）、PHOTOEX。
同年4月13日、佐世保基地に帰港した。
同年6月9日、九州西方海域においてオランダ海軍フリゲート「トロンプ」と、初となる日蘭共同訓練を実施した。また共同訓練の傍ら、トロンプ乗員を招いて艦内見学や書道体験などの相互理解増進、文化交流を行った。なお、日蘭国交425周年を2025年に控えていることから、トロンプはその後、由縁ある長崎港の出島埠頭（長崎水辺の森公園）に入港している。
現在は、第1護衛隊群第5護衛隊に所属し、定係港は佐世保である。

### 歴代艦長
| 代 | 氏名       | 在任期間                | 出身校・期      | 前職                             | 後職                                       | 備考                 |
| -- | ---------- | ----------------------- | --------------- | -------------------------------- | ------------------------------------------ | -------------------- |
| 01 | 向井一馬   | 2002.3.19 - 2003.1.27   | 防大22期        | あけぼの艤装員長                 | 阪神基地隊副長                             |                      |
| 02 | 山口彰二   | 2003.1.28 - 2004.12.19  | 防大22期        | 情報業務群司令部幕僚             | 情報業務群司令部幕僚                       |                      |
| 03 | 村田頼重   | 2004.12.20 - 2006.5.7   | 防大25期        | 海上幕僚監部防衛部運用課         | 阪神基地隊                                 |                      |
| 04 | 鍋田智雄   | 2006.5.8 - 2008.8.19    | 防大26期        | 護衛艦隊司令部幕僚               | こんごう艦長                               | 2008.7.1 1等海佐昇任 |
| 05 | 松田弘毅   | 2008.8.20 - 2010.4.4    | 立大・ 35期幹候 | しらせ副長                       | 海上幕僚監部防衛部運用支援課               |                      |
| 06 | 西村正之   | 2010.4.5 - 2010.10.1    | 防大26期        | 海上訓練指導隊群司令部幕僚       | 在任中くも膜下出血で倒れ 2010年11月1日殉職 |                      |
| 07 | 澤口和彦   | 2010.10.2 - 2012.7.22   |                 | 作戦情報支援隊作戦情報第1科長    | 東京業務隊付                               |                      |
| 08 | 本山勝善   | 2012.7.23 - 2014.5.8    | 防大34期        | 護衛艦隊司令部幕僚               | いずも艤装員                               |                      |
| 09 | 大日方孝行 | 2014.5.9 - 2015.12.6    | 防大36期        | 統合幕僚監部運用部運用第2課      |                                            |                      |
| 10 | 稲葉忠之   | 2015.12.7 - 2016.11.10  |                 | 海上幕僚監部人事教育部厚生課     | 海上幕僚監部防衛部防衛課                   |                      |
| 11 | 波江野裕一 | 2016.11.11 - 2018.10.18 |                 | 海上自衛隊幹部候補生学校主任教官 | しらせ運用長                               |                      |
| 12 | 竹下文人   | 2018.10.19 - 2020.3.18  |                 | 横須賀地方総監部管理部総務課長   | 海上自衛隊補給本部勤務                     | 2020.1.1 1等海佐昇任 |
| 13 | 小林征太郎 | 2020.3.19 - 2021.5.16   | 防大47期        | 第2護衛隊群司令部幕僚            | 海上幕僚監部総務部総務課                   |                      |
| 14 | 本多雅行   | 2021.5.17 - 2022.11.24  |                 | 護衛艦隊司令部                   |                                            |                      |
| 15 | 外川久人   | 2022.11.25 - 2024.5.19  |                 |                                  |                                            |                      |
| 16 | 西岡照道   | 2024.5.20 -             |                 |                                  |                                            |                      |

## その他
本艦の建造後、石川島播磨重工業東京第1工場が閉鎖されたため、同工場で建造された最後の自衛艦となった。なお、先代の「あけぼの」は同工場で最初に建造された自衛艦にあたる。

## ギャラリー

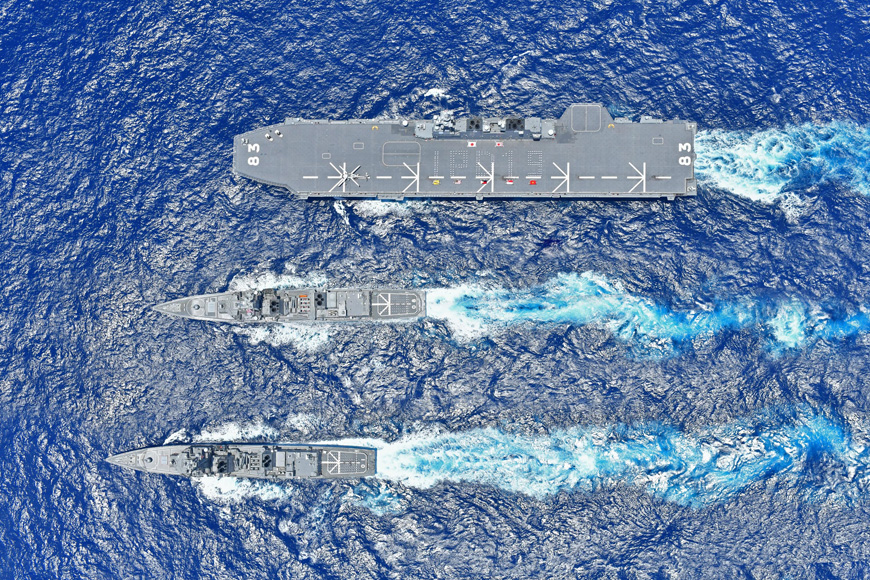
平成31年度インド太平洋方面派遣訓練部隊の「いずも」、「むらさめ」、「あけぼの」
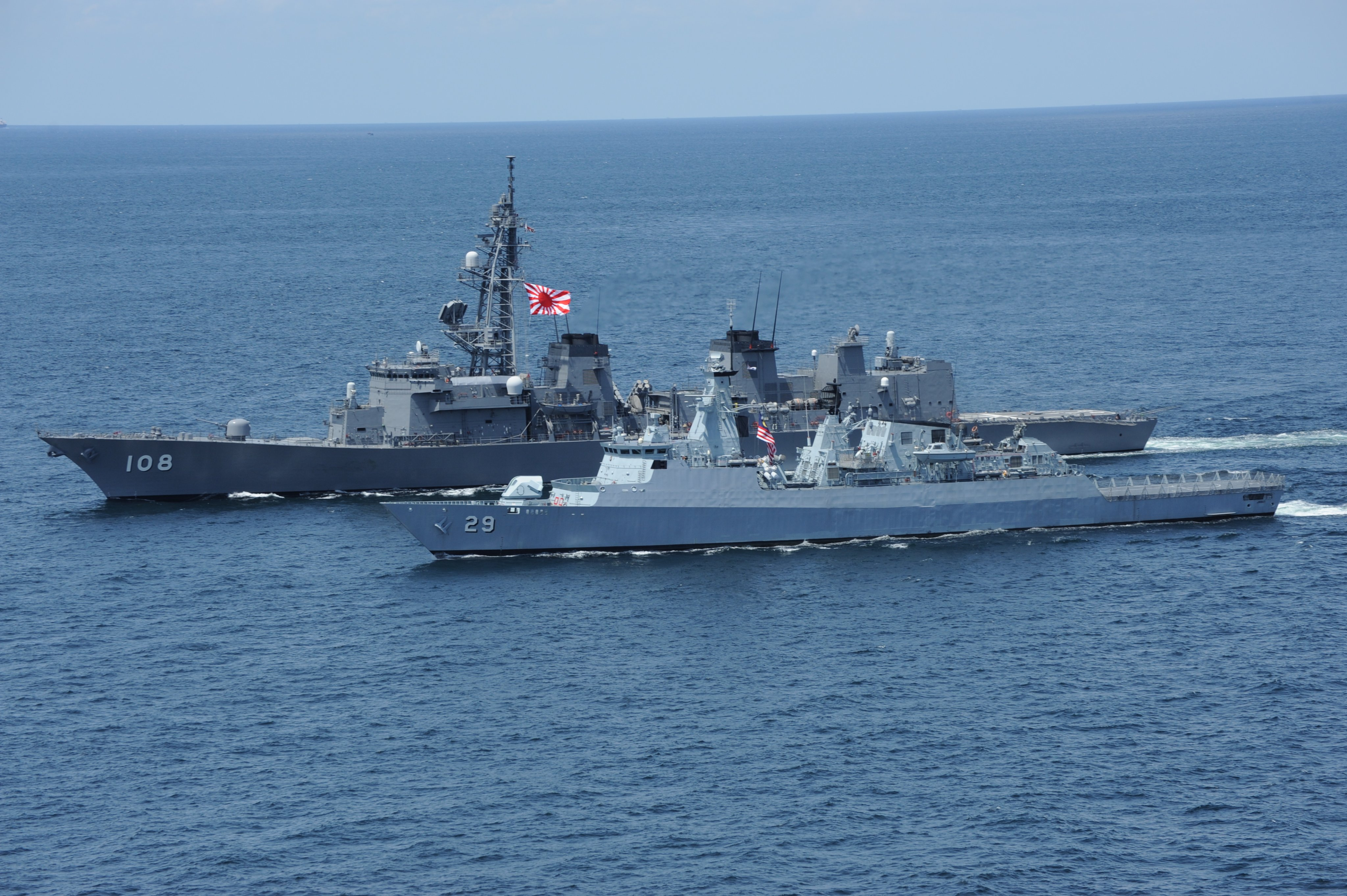
マレーシア海軍フリゲート「ジェバット」との日馬親善訓練
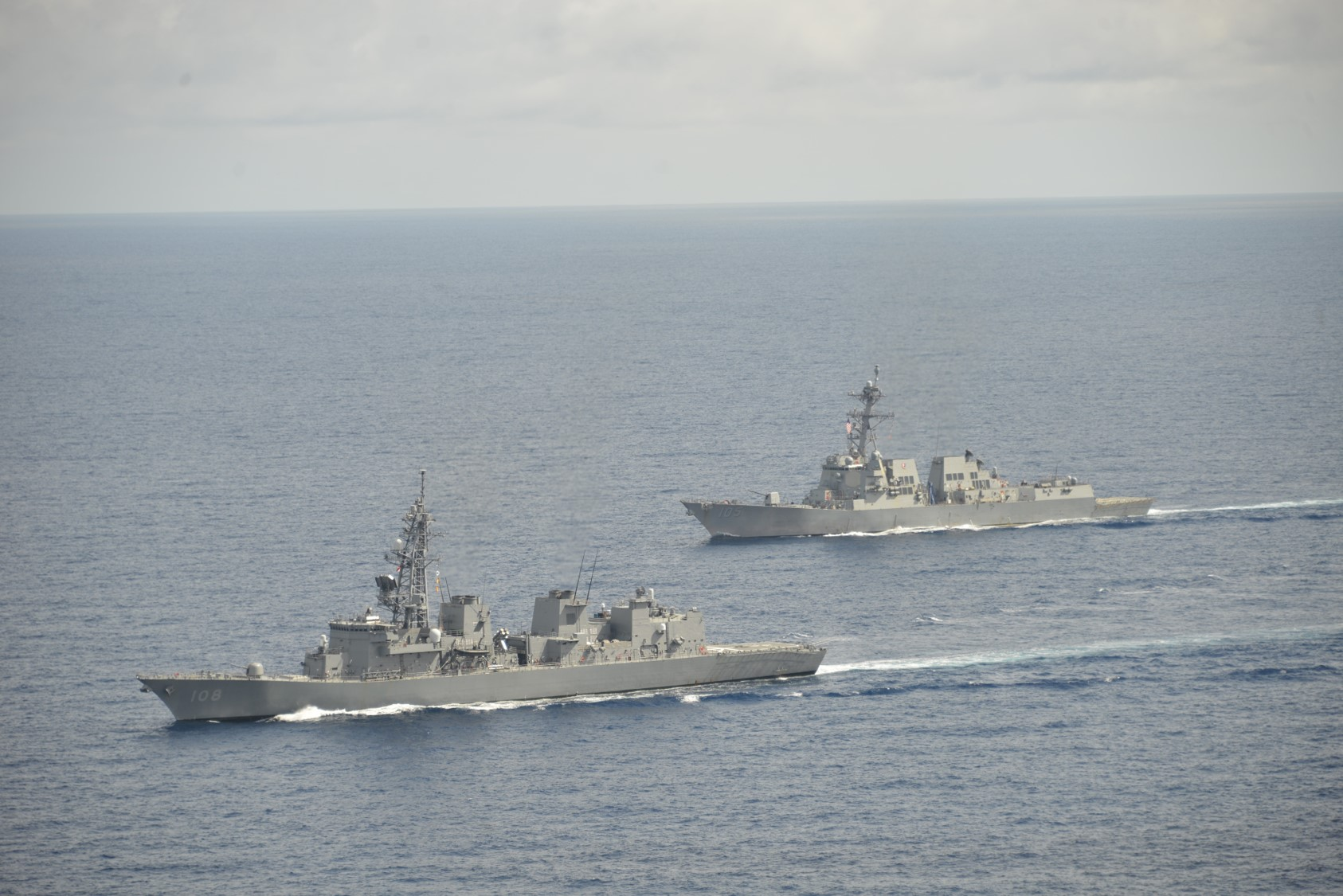
日米共同訓練を実施中の「あけぼの」と米海軍駆逐艦「デューイ」
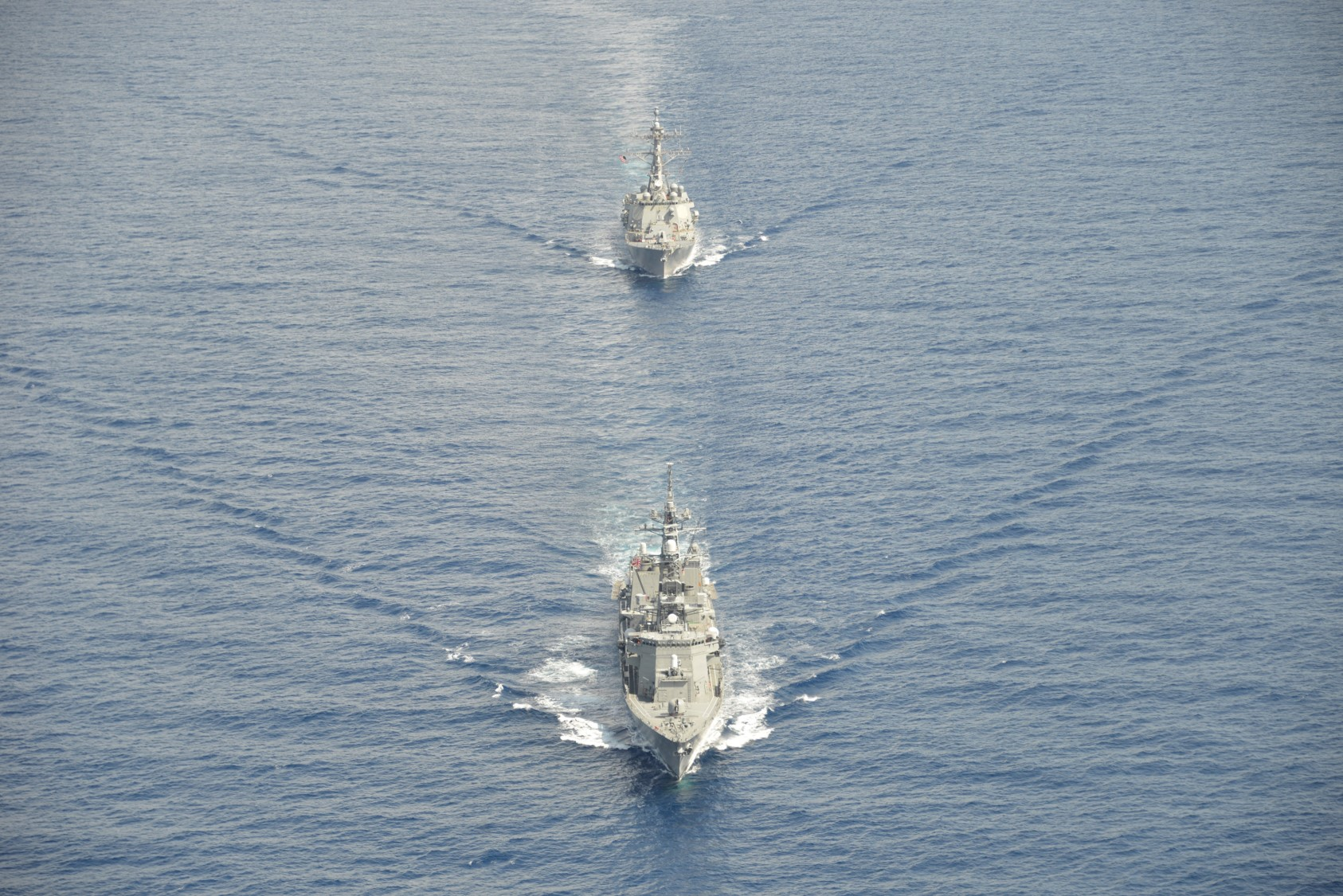
日米共同訓練を実施中の「あけぼの」（手前）と米海軍駆逐艦「デューイ」
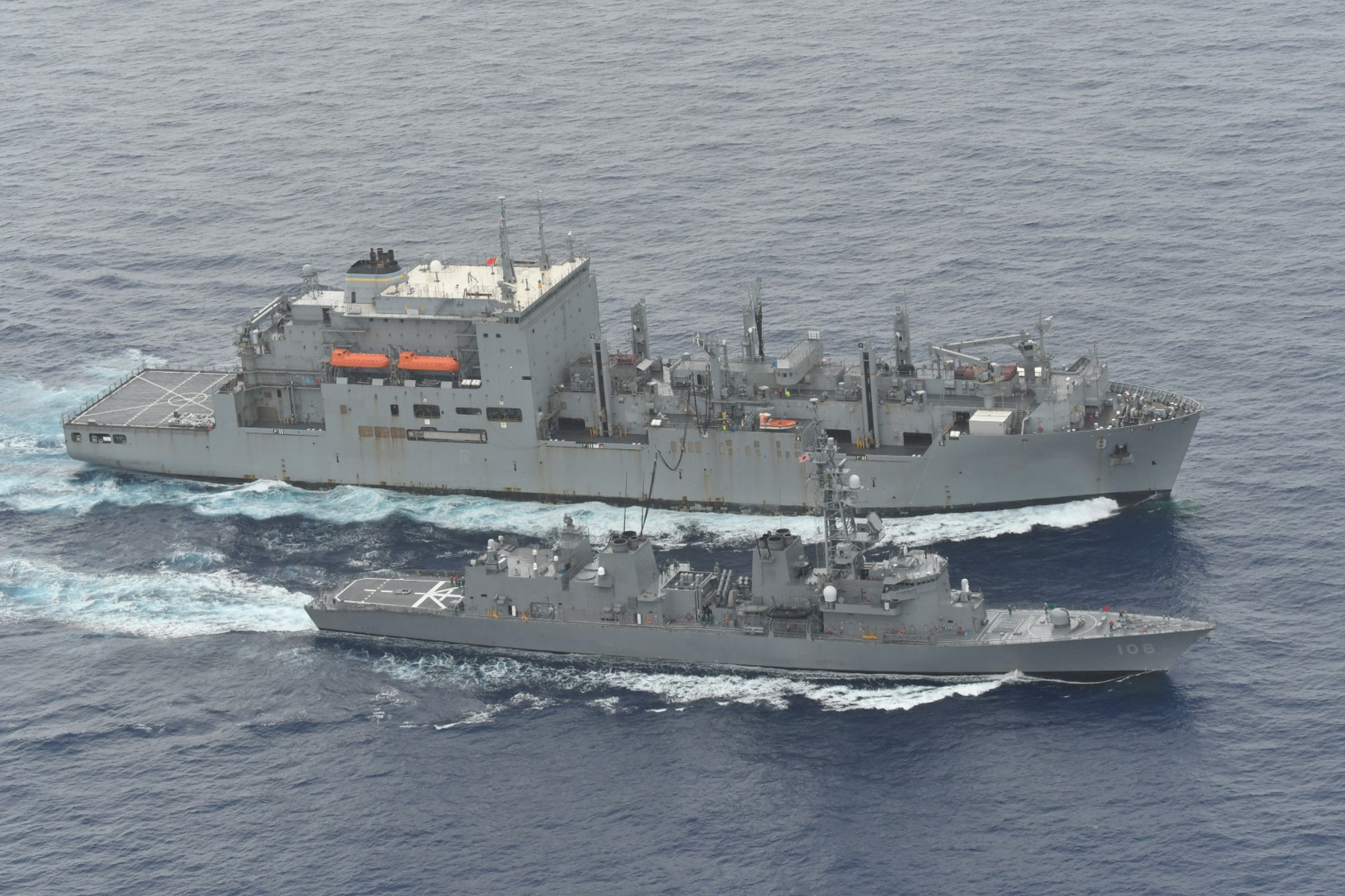
米海軍補給艦「ウォリー・シラー」と洋上補給を実施中の「あけぼの」
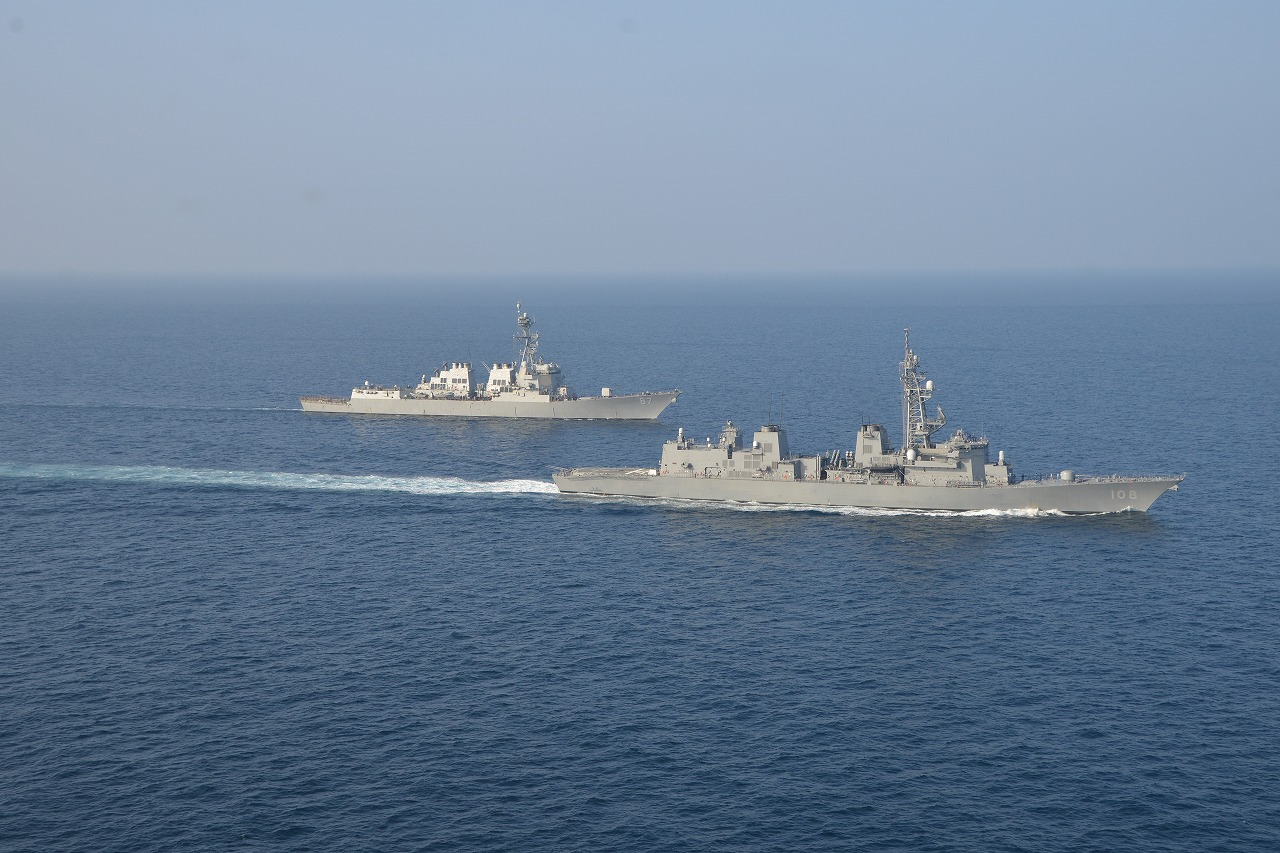
アデン湾において米海軍駆逐艦「メイソン」と日米PASSEXを実施中の「あけぼの」
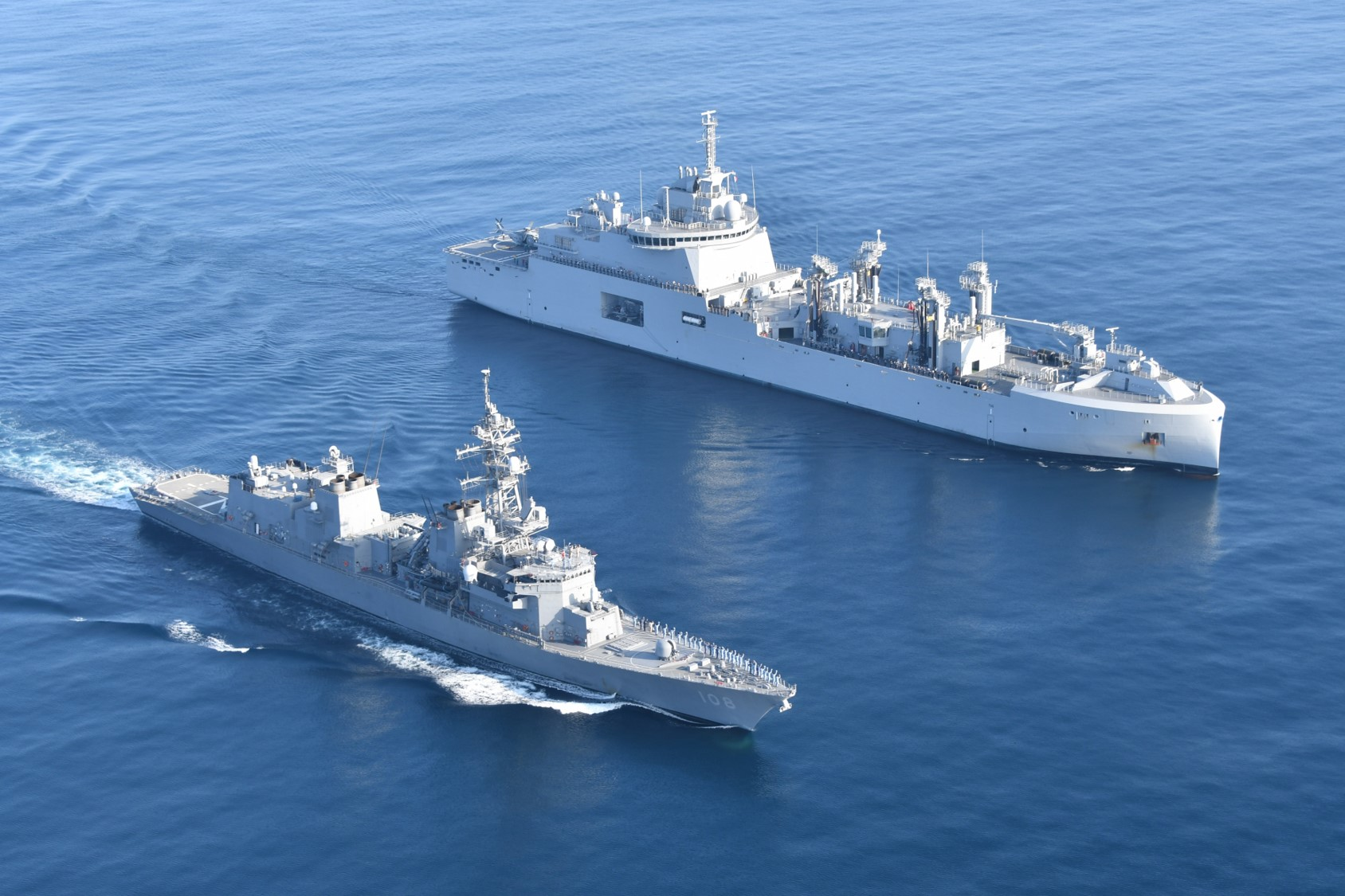
アラビア海においてフランス海軍補給艦「ジャック・シュヴァリエ」と日仏共同訓練を実施中の「あけぼの」
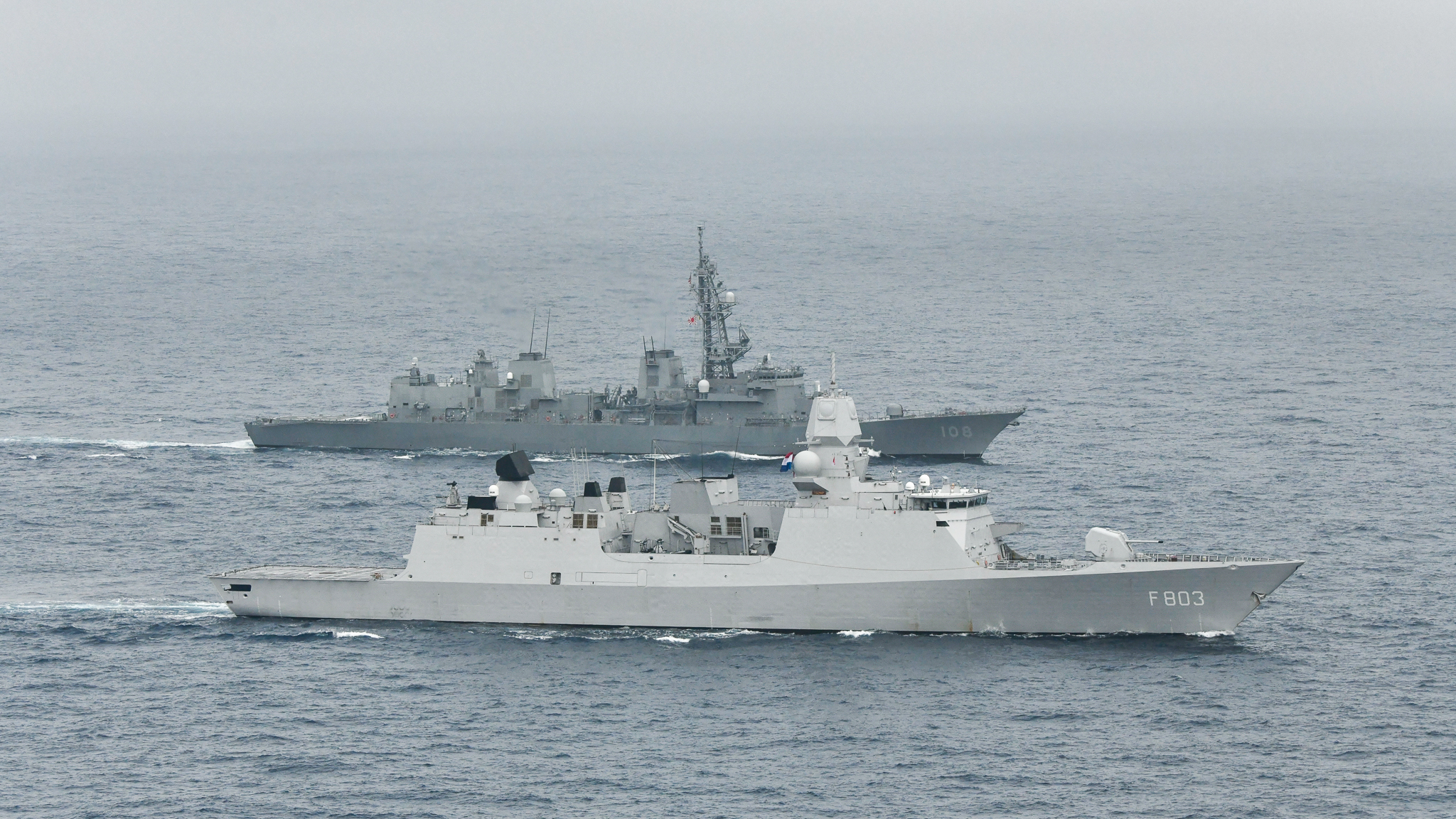
オランダ海軍フリゲート「トロンプ」と日蘭共同訓練を実施中の「あけぼの」